# Periglypta multicostata
Periglypta multicostata är en musselart som först beskrevs av Sowerby 1835.  Periglypta multicostata ingår i släktet Periglypta och familjen venusmusslor. Inga underarter finns listade i Catalogue of Life.